# Голодування
Голодування (англ. starvation) — це критична форма недоїдання, загрозливий дефіцит споживання калорій потрібних для підтримки життя організму.